# Maculiphora aenictophila
Maculiphora aenictophila är en tvåvingeart som beskrevs av Ronald Henry Lambert Disney 1991. Maculiphora aenictophila ingår i släktet Maculiphora och familjen puckelflugor. Inga underarter finns listade i Catalogue of Life.